# 21114 Bernson
A 21114 Bernson (ideiglenes jelöléssel (21114) 1992 RS5) a Naprendszer kisbolygóövében található aszteroida. Eric Walter Elst fedezte fel 1992. szeptember 2-án.